# Superproducció

El primer blockbuster cinematogràfic normalment admès és Tauró de Steven Spielberg

Una superproducció, sovint referida amb l'anglicisme blockbuster (literalment «que fa explotar el barri») era en un principi un terme de l'argot teatral americà que qualificava una peça que assolia un èxit important. Un blockbuster seria doncs una peça que portaria tots els altres teatres del veïnat a la fallida. El terme blockbuster ha estat tret probablement del vocabulari militar: «blockbuster» era el nom de la bomba més poderosa utilitzada per l'exèrcit anglès i americà durant la Segona Guerra Mundial. El terme blockbuster és reutilitzat en el cinema per qualificar les pel·lícules d'alt pressupost i de grans ingressos, produccions excepcionals en el plànol financer, material i humà.

## Història
En els anys 1950 el cinema americà és en dificultats a causa de la televisió que guanya terreny i l'assistència a les sales comença a caure. Hollywood respon a aquest problema amb espectacles més increïbles, una estètica més espectacular, fent servir les noves tecnologies de l'època. Es reinventa el Technicolor (que neix el 1916), l'estereofonia (a partir de 1958), els formats gegants Cinerama, la Vistavision, el Format 70 mm, el SuperPanavision 70, el Dynarama, el Warnerscope o el Cinemascope. Aquests nous formats i procediments són fortament usats i desenvolupats per fer tornar les multituds en les sales. Ara són pantalles amples amb efectes especials, tota mena d'innovacions tècniques que serveixen a fer viure «psíquicament» a l'espectador el que es passa a la pantalla. Aquesta manera d'operar és molt eficaç. Les operacions de màrqueting són cada cop més grans i inventives. Aquesta penúria d'espectadors dona una empenta a la creativitat al món del cinema, sobretot pel que fa a la comunicació al voltant de les pel·lícules. Els cartells són més treballats, es menciona en lletres majúscules en quin format es difon. Aquesta rivalitat entre estudis de producció i televisió s'ha perpetuat al llarg dels anys i la cultura del blockbuster s'ha desplegat.
En el medi del cinema, el terme blockbuster s'aplicava en principi a pel·lícules amb gran èxit al box office (Quo vadis, Allò que el vent s'endugué, Ben-Hur) i després ha designat per extensió una superproducció d'alt pressupost que, per la seva distribució, els seus efectes especials o la campanya de publicitat que acompanya la seva estrena, atreu l'atenció dels mitjans de comunicació i del públic, encara que la pel·lícula resulti ser un fracàs financer.

El Padrí de Francis Ford Coppola marca un gir el 1972 que revoluciona la distribució de les pel·lícules

El Padrí de Francis Ford Coppola marca un gir el 1972 revolucionant la distribució de les pel·lícules. La Paramount Pictures proposa a tots els exhibidors de totes les xarxes precomprar la seva pel·lícula i exhibir-la al mateix temps o abans de l'estrena als Estats Units, esglaonant en tres temps en tres xarxes de sales de cinema diferents, des de les grans ciutats al medi rural. A part de l'interès financer de la gestió (els productors només han d'esperar que la pel·lícula es retiri del cartell per recaptar els ingressos), aquesta manera de fer té per conseqüència reduir la durada de vida de la pel·lícula i la influència dels crítics de cinema.

El primer blockbuster cinematogràfic normalment admès com a gènere cinematogràfic és Tauró de Steven Spielberg: estrenada el 1975 amb la Universal Pictures que inverteix desenes de milions de dòlars en la promoció de pel·lícules a través de espots televisats, llança 
| « | l'era de les blockbusters | » |

 que inaugura l'era del màrqueting i dels productes derivats amb el llançament de Star Wars l'any 1977.
Amb el nom del director o dels actors presents en el càsting n'hi ha prou de vegades per qualificar la pel·lícula de blockbuster. És una manera d'indicar a quina escala s'estima el cost del film.
En aquests gèneres de pel·lícules, la qualitat del guió és relativament poc elevada, d'acord amb el principi del «text=high concept» inventat pel productor americà Don Simpson, segons el qual l'èxit del blockbuster descansa sobre un pitch d'una o dues frases o sobre una idea de base atractiva, fins i tot passant per sobre del guió o la tria del director Són pel·lícules populars que atreuen les multituds pel seu repartiment o el format de difusió.
La seva direcció presenta riscos superiors, tenint en compte la debilitat del contingut: alguns grans estudis ja han fet fallida pel fracàs d'un blockbuster, d'altres s'han salvat. Un dels exemples d'això és la realització d'Un americà a París per la MGM. L'escena final va costar un milió de dòlars, una fortuna a l'època, però la pel·lícula va salvar l'estudi de la fallida. Per contra, el fracàs al box-office de la pel·lícula L'illa dels caps tallats va suposar la fallida de l'estudi Carolco. Els estudis de Hollywood produeixin la major part dels blockbusters.
En aquest sentit, George Lucas i Steven Spielberg han predit que l'explosió de diversos d'aquests blockbusters a continuació provocarà la caiguda de Hollywood, obrint una era cinematogràfica diferent: sales de cinema menys nombroses, més grans, entrades més cares (com un concert o un espectacle de Broadway) al costat d'un futur més obert als VOD.

## Codis
En el transcurs del temps els codis del gènere dels blockbusters d'acció s'han modificat per transformar-se en "cinema del caos". Aquesta evolució hauria tingut lloc al final del segle xx, amb una multiplicació dels talls i una desestructuració global de les escenes d'acció.

## Derivats
En relació amb els videojocs, els blockbusters són la continuació o extensió dels videojocs, per exemple Call of Duty: Modern Warfare 2 no és altre que la continuació de Call of Duty 4: Modern Warfare. Es considera que els blockbusters han de ser un èxit total i en conseqüència aconseguir un màxim de beneficis. Molts jugadors estan contra els blockbusters i troben aquesta estratègia, que és la de vendre com més millor, no original i faltada de creativitat. Altres estan molt impacients de veure els blockbusters dels jocs en els quals han passat diverses hores i volen conèixer la continuació de la història.